# المقروظ (حزم العدين)

تعديل مصدري - تعديل

المقروظ محلة تابعة لقرية الشرقي، التابعة لعزلة الشرقي بمديرية حزم العدين إحدى مديريات محافظة إب في الجمهورية اليمنية، بلغ تعداد سكانها 28 حسب تعداد اليمن لعام 2004.